# 黎崱
黎崱（越南语：／），字景高，號東山，約生於13世紀60年代，約卒於14世紀40年代，越南陳朝愛州（位於今越南清化省）人，後歸附元朝，是越南歷史著作《安南志略》的作者。

## 生平

### 早年
黎崱是東晉交州刺史阮敷後裔，年幼年時過繼給外祖舅黎琫，便改為黎氏。年長後曾入仕為陳朝靜海軍節度使陳鍵的幕僚。

### 歸附元朝
公元1285年，中國元朝軍隊攻入越南，進入陳鍵駐守地點。陳鍵不敵而降，黎崱便與之一同入元。（陳鍵在北上的途中，被越南陳朝軍隊的箭射死。）
黎崱到達大都後，被元室授為侍郎。後來，黎崱定居湖北的漢陽，結交士大夫，優遊山水，鑽研典籍。到14世紀40年代時逝世。

## 著作
- 《安南志略》：黎崱由於在越南土生土長，青年時期曾「十歲間奔走半國中，稍識山川地理」，加上晚年愛好書籍，因而對越南史的認識有一定基礎。於是，他「采摭歷代國史、交趾圖經，雜及方今混一典故」，寫成《安南志略》。[2]該書是越南歷史文獻當中較早成書的其中一本。

- 其他：黎崱的若干詩文，被錄入《越音詩集》及《見聞小錄》中。[3]

## 腳註
1. ↑  《安南志略》武尚清前言，北京中華書局1995年版第1-2頁。
2. ↑  《安南志略·自序》（點校本），黎崱撰，北京中華書局1995年版，第11頁。
3. ↑  《東南亞歷史詞典·「黎崱」條》（簡體字），上海辭書出版社1995年版，第452頁。